# John Farmer
John Farmer (ca. 1570 - ca. 1601) va ser un compositor madrigalista anglès. Va néixer a Anglaterra al voltant de 1570 —un article del 1926 de Grattan Flood proposa una data al voltant de 1564-1565 basant-se en registres de matriculació.
Farmer va treballar sota el patrocini d'Edward de Vere, 17è comte d'Oxford, i li va dedicar la seva col·lecció de cànons i el seu posterior volum de madrigals. L'any 1595, Farmer va ser nomenat organista i mestre dels nens a la Catedral de Christ Church, de Dublín i al mateix temps, organista de la Catedral de St Patrick a Dublín. El 1599, es va traslladar a Londres on va publicar la seva única col·lecció de madrigals a quatre veus, que havia dedicat al comte d'Oxford.

## Alguns dels madrigals més coneguts
- A Little Pretty Bonny Lass Arxivat 2009-08-01 a Wayback Machine.
- Chessire Tune[Enllaç no actiu]
- Compare me to the child
- Fair Nymphs, I Heard One Telling Arxivat 2013-03-12 a Wayback Machine.
- Fair Phyllis I saw
- The Lord's Prayer
- Take Time While Time Doth Last Arxivat 2013-03-12 a Wayback Machine.
- You pretty flowers